# Zoltán Kovács (político)

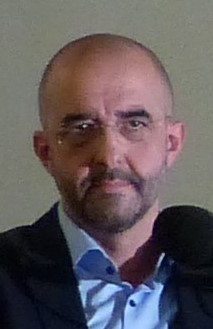

Zoltán Kovács (nascido em 1969) é um historiador e político húngaro, que atualmente atua como Secretário de Estado para Diplomacia e Relações Públicas no Segundo Gabinete de Viktor Orbán. Ele é contra o esquema de realocação da UE, que busca compartilhar migrantes, após a crise europeia de migrantes, entre os Estados-membros, de acordo com cotas. 